# ダニエル・ツイ
ダニエル・C・ツイ（Daniel Chee Tsui、中国語名 崔琦(Cuī Qí)、1939年2月28日 - ）は、中国河南省出身の実験物理学者である。現在、プリンストン大学電気工学科教授兼コロンビア大学物理学科上級リサーチ科学者である。
1998年、分数量子ホール効果の発見によって、ホルスト・ルートヴィヒ・シュテルマー、ロバート・B・ラフリンとともにノーベル物理学賞を受賞した。
家族は妻Linda Varland。

## 来歴
- 1939年：中国河南省に農家の息子として生まれる。
- 1951年：香港に移住。同時に香港培正中学に入学。
- 1957年：香港培正中学（日本の高校に相当）卒業。
- 1958年：キリスト協会による奨学金を受け、米国オーガスタナ大学(Augustana College)に入学。
- 1961年：オーガスタナ大学卒業。同時にPhi Beta Kappa honorsを受賞。
- 1962年：シカゴ大学大学院入学（指導教官： Royal W. Stark教授）。
- 1967年：シカゴ大学からPh.D.を取得。
- 1967年 - 1968年：シカゴ大学助手。
- 1968年 - 1982年：ベル研究所テクニカルスタッフ。
- 1982年：シュテルマーらと分数量子ホール効果を発見。
- 1982年 - ：プリンストン大学電気工学部教授。
- 2006年 - 2008年：コロンビア大学客員教授。

## 受賞歴
- 1984年：バークレー凝縮系物理学賞（アメリカ物理学会）
- 1998年：ノーベル物理学賞
- 1998年：ベンジャミン・フランクリン・メダル